# الکساندر پیچوشکین
الکساندر یوریویچ پیچوشکین (به روسی: Александр Юрьевич Пичушкин؛ زادهٔ ۹ آوریل ۱۹۷۴ در میتیشچی، استان مسکو) که به «قاتل صفحه شطرنج» (The Chessboard Killer) و «دیوانهٔ پارک بیتسا» (Bitsa Park Maniac) شهرت دارد، یکی از بدنام‌ترین قاتلان زنجیره‌ای روسیه است. او به‌خاطر قتل دست‌کم ۴۸ نفر بین سال‌های ۱۹۹۲ تا ۲۰۰۶ در مسکو شناخته می‌شود، هرچند خودش مدعی است که ۶۳ نفر را به قتل رسانده است.

## دوران کودکی و تأثیرات اولیه
در دوران کودکی، پیچوشکین دچار ضربه‌ای جدی به ناحیه پیشانی شد که برخی متخصصان روان‌شناسی آن را عامل اولیه در توسعه ناهنجاری‌های رفتاری‌اش می‌دانند. این آسیب می‌تواند روی عملکرد لوب پیش‌پیشانی (prefrontal cortex) تأثیر گذاشته باشد؛ ناحیه‌ای از مغز که مسئول کنترل تکانه‌ها، همدلی و قضاوت اخلاقی است.
در مدرسه، رفتارهای پرخاشگرانه و منزوی‌اش باعث شد که او را از مدارس عادی خارج کنند و به مدرسه‌ای خاص بفرستند. پس از آن، او تحت تأثیر پدربزرگش به بازی شطرنج علاقه‌مند شد. اما پس از مرگ پدربزرگ، الکساندر دچار افسردگی شد و به نوشیدن الکل پناه برد.

## آغاز تمایلات جنایی
اولین قتل پیچوشکین در سال ۱۹۹۲ و در سن ۱۸ سالگی رخ داد، زمانی که یکی از همکلاسی‌هایش را از پنجره هل داد. پلیس این حادثه را تصادفی قلمداد کرد. پس از وقفه‌ای چندساله، قتل‌های او در سال ۲۰۰۱ شدت گرفتند. پیچوشکین قربانیانش را از میان افراد آسیب‌پذیر مانند بی‌خانمان‌ها، سالخوردگان، و الکلی‌ها انتخاب می‌کرد. پارک بیتسا، منطقه‌ای جنگلی در جنوب مسکو، محل اصلی فعالیت‌هایش بود.

## روش‌های قتل و ساختار روانی
پیچوشکین روش‌هایی خشن و بی‌رحمانه برای قتل داشت: با چکش به سر قربانیان ضربه می‌زد (اغلب چندین بار)، در مواردی بطری یا چوب درون جمجمه قربانی فرو می‌کرد، برخی قربانیان را به درون چاه‌های فاضلاب پرتاب می‌کرد، با برخی قربانیان صحبت می‌کرد و فیلم می‌گرفت.
او در بازجویی‌ها گفت: «برای بعضی‌ها نوشیدن ودکا کافی است. برای من، قتل مثل ودکاست... من بهش اعتیاد دارم.»
او صفحه شطرنجی داشت که هر قتل را با قرار دادن سکه روی یکی از ۶۴ خانه ثبت می‌کرد؛ همین امر باعث شد رسانه‌ها به او لقب «قاتل صفحه شطرنج» بدهند.

## دستگیری و اعترافات
در سال ۲۰۰۶، با ناپدید شدن مارینا موسکالیوا، زنی که آخرین بار با پیچوشکین دیده شده بود، پلیس با تحلیل تماس‌های تلفنی و بررسی دوربین‌های مداربسته، او را دستگیر کرد. در آپارتمانش مدارک و شواهد متعدد، از جمله صفحه شطرنج با ۶۱ خانه پر شده، پیدا شد.
او ابتدا به ۴۸ فقره قتل و ۳ مورد اقدام به قتل محکوم شد. بعدها اعتراف کرد که ۶۳ نفر را کشته و قصد داشته به عدد ۶۴ برسد (به تعداد خانه‌های صفحه شطرنج). در سال ۲۰۲۵ نیز مقامات روس اعلام کردند که پیچوشکین آماده اعتراف به ۱۱ قتل دیگر است.

## حکم
محاکمه پیچوشکین در سال ۲۰۰۷ آغاز شد و به دلیل حجم اتهامات و جزئیات جنایات، یکی از جنجالی‌ترین پرونده‌های جنایی در روسیه بود. در جریان دادگاه، او رفتار خونسردی از خود نشان داد و حتی در پاسخ به سؤال قاضی درباره آگاهی از جرایم خود، گفت: «کر نیستم»
در نهایت، او به حبس ابد در زندانی با شرایط سخت محکوم شد. خواندن حکم او توسط قاضی ۴۵ دقیقه طول کشید.